# Afrojamaicans
Els afrojamaicans (o jamaicans afrodescendents o criolls jamaicans o afroamericans jamaicans) són ciutadans de Jamaica que tenen avantpassats africans, sobretot d'Àfrica Occidental. Molts d'ells també tenen avantpassats d'Europa i, per tant, tenen diverses arrels i són coneguts normalment amb el nom de brown people. Fins a principis de la dècada del 1690 la població de Jamaica tenia proporcions similars de blancs, negres i "marrons" (mulats).
Els primers africans van arribar a Jamaica el 1513 procedents de la península Ibèrica després que els portuguesos i els espanyols els portessin amb ells. Aquests eren treballadors domèstics, cowboys, ramaders i caçadors. Quan el 1655 els britànics van conquerir Jamaica, molts dels afroamericans van lluitar al costat dels espanyols que els havien alliberat i van fugir a les muntanyes a on es van resistir a l'Imperi Britànic durant molts anys per a mantenir la seva llibertat i van esdevenir cimarrons. Des de llavors, els britànics van importar nous africans, la majoria akans perquè treballessin com a esclaus. Alguns d'aquests nouvinguts també van fugir i es van unir als cimarrons de les muntanyes en la seva rebel·lia contra els britànics.

## Origen
Entre el segle XV i el segle xix hi va haver milions d'africans que foren portats al Carib pels europeus. Aquests eren capturats per altres africans en les guerres, com a retribució de crims, eren segrestats o perdien la llibertat pels deutes. Aquests foren emplaçats a ports comercials o fortaleses mentre esperaven el viatge (passatge central) entre Àfrica i Amèrica que durava entre sis i dotze setmanes. Els africans van ser objectes de tractes inhumans en aquest viatge i molts no van sobreviure a l'experiència. Els supervivents van ser venuts com esclaus al continent americà.

### Etnicitats
El principal grup ètnic del qual provenen els afrojamaicans és l'igbo. Altres grups humans molt importants en nombre dels avantpassats dels afrojamaicans són els àkans, fons, iorubes, efiks, bantus i ibibios. Tot i això, abans de la dècada del 1750 la majoria dels afrojamaicans que vivien a la colònia eren àkans. Com que aquests van revoltar-se freqüentment, els europeus hi van portar africans d'altres grups ètnics. Tot i això, com que els plantadors britànics consideraven els àkans com els millors treballadors, aquests van continuar sent importants a Jamaica.

## Història

### Comerç d'esclaus atlàntic
| Regió d'embarcament, 1701—1800                      | Amount % |
| --------------------------------------------------- | -------- |
| Golf de Biafra Biafra (igbojamaicans, ibibios)      | 31.9     |
| Costa de l'Org (Àkans)                              | 27.5     |
| Àfrica central (bakongo, ambundus)                  | 14.5     |
| Golf de Benín (iorubes, Ewes, Fons, Allada i Mahis) | 11.2     |
| Costa d'Ivori (Mandés, Krus)                        | 5.2      |
| Sierra Leone (Mendes, Temnes)                       | 3.5      |
| Àfrica oriental (Macua, Malgaixos)                  | 0.1      |
| (Unknown)                                           | 31.0     |

El comerç d'esclaus atlàntic va començar el segle xv quan els portuguesos van començar a navegar cap a la zona propera a Gibraltar, a on hi van començar a fer presoners. A mitjans de segle, la captura de presoners ja havia augmentat molt. El 1455 els portuguesos ja importaven uns 800 esclaus cada any. El cultiu de sucre va començar a les illes Açores i quan la demanda d'aquest producte va augmentar, també va augmentar la demanda d'esclaus perquè treballessin en els camps de canya. Al segle XVI hi va haver altres països que van començar a participar en aquesta indústria i va començar una competició per a obtenir esclaus africans.
El 1700, Jamaica fou inundada amb plantacions sucreres i al país hi vivien uns 7000 anglesos i uns 40.000 esclaus africans. La indústria sucrera va créixer molt ràpidament a Jamaica (el 1672 hi havia unes 70 plantacions que produïen unes 772 tones anuals de sucre i a la dècada del 1770 hi havia més de 680 plantacions). El 1800 a la colònia hi vivien 21.000 britànics i 300.000 africans esclavitzats, que van augmentar fins als 500.000 al segle xviii. El 1820 hi havia 5349 propietats, 1.189 de les quals tenien més de 100 esclaus. Cada plantació era autònoma i tenia treballadors manuals, artesans, hospital, accés a l'aigua, ramats i fins i tot la seva pròpia font energètica. Les plantacions produïen sucre, melasses i rom que era exportat a Anglaterra per la seva venda, amb la que es finançava la compra de més esclaus africans que eren novament comprats a Àfrica per importar-los a Amèrica. Això va esdevenir el que es coneix com a Comerç Triangular. La metròpoli britànica era la que finançava el comerç i en recollia els profits econòmics.

### Esclaus a Jamaica
Els esclaus agrícoles costaven entre 25 i 75 lliures i els artesans podien arribar a costar fins a 300 lliures. La majoria dels esclaus domèstics eren mulats. Quan arribaven a la plantació, els esclaus eren formats per un esclau més experimentat que els informava de les condicions. Tot i que els primers comerciants d'esclaus eren portuguesos i holandesos, entre el 1750 i el 1807 (any en què l'Imperi Britànic va abolir el comerç d'esclaus), els britànics van dominar la compra-venda d'esclaus a Amèrica. En aquesta època, els mulats (marrons) ja gaudien de més privilegis que els negres i podien optar a millors treballs i ocupacions, fins i tot pagades.

### Estats sucrers
Un estat sucrer és el que podríem entendre com una plantació sucrera en el seu conjunt. Un estat sucrer típic tenia unes 900 hectàrees (3.6 km²). El centre era la Gran Mansió en la qual vivia el propietari amb els esclaus domèstics. A prop hi havia les habitacions en les que vivien els artesans (paleta, fuster, destil·lador, ferrer, fuster, carreter, ...). Excepte el guardador dels llibres, a mitjans del segle xviii, els esclaus africans havien estat substituïts per servents blancs pobres en aquests llocs. Les habitacions dels esclaus jornalers normalment estaven situats a una mitja milla de distància, a prop del molí industrial de sucre, la destil·leria i lloc d'ebullició i les cases de curació i de les cases dels ferrers i fusters. A més a més, al lloc de les habitacions dels esclaus hi havia un pati en el que hi havia un hospital per als africans i corrals per aus. Els estats més grans tenien un habitatge pel doctor de l'estat. També tenien jardins estatals i els africans tenien els seus propis horts, com requeria una llei de 1678. Durant l'esclavitud, a més a més, els africans esclavitzats podien tenir porcs, aviram i cultivar productes de l'hort com mangos, plàtans, okra i nyam. El cultiu d'aquests horts va créixer quan les plantacions foren abandonades degut a la forta competència de Brasil, Cuba i el sucre de remolatxa i després de la pèrdua de la mà d'obra que es va deure a l'emancipació dels esclaus a la dècada de 1830, així com la pèrdua de protecció dels productes jamaicans deguts a la Sugar Equalization Act de 1846.
Els treballadors de la plantació es dividien en bandes segons la seva edat i condició física. La majoria de finques tenien, de mitjana, tres colles principals de jornalers. El primer estava compost pels homes i dones més fortes i capaços. Al segon hi havia aquells que no podien servir al primer i a la tercera hi havia els esclaus més vells i els infants. A algunes finques hi havia quatre bandes, dependent del nombre de nens que hi vivien. Els nens començaven a treballar amb només 3 o 4 anys.

#### Importància del sucre
El sucre ha modelat de manera significativa els costums i la cultura de Jamaica. Segons John Heame (1965) el sucre fou l'única raó de l'existència de la colònia de Jamaica durant dos-cents anys. Aquest fou el cultiu més important de la colònia durant segles. Degut a aquesta indústria, Jamaica fou considerada la "joia" de la corona de l'Imperi Britànic. El 1805 hi va haver el punt culminant de la producció sucrera de la colònia, que va arribar a produir-ne unes 101.600 tones, amb el que va arribar a ser el major productor de sucre per habitant del món.
El cultiu del sucre estava totalment entrellaçat amb el sistema productiu del sistema esclavista protagonitzat pels afrodescendents. Aquesta connexió es veu en el curs de l'evolució demogràfica de la colònia des del segle xviii, quan els afroamericans esclaus superaven en gran manera qualsevol altre grup de població. Els descendents dels esclaus africans constitueixen la majoria de la població actual de Jamaica i les contribucions de la seva cultura és bàsic al país.

## Guerres i revoltes dels afrojamaicans
Els afrojamaicans han estat involucrats en les següents guerres o revoltes importants:
- Primera Guerra Cimarrón (1665-1740)
- Guerra de Tacky (1760)
- Segona Guerra Cimarrón (1795-96)
- Guerra Baptista (1831-32)
- Rebel·lió de Morant Bay (1865)

## Cultura
Les costums dels pobles d'Àfrica Occidental, Central i Oriental que foren portats i esclavitzats a Jamaica van sobreviure gràcies a la història oral i a la mitologia. Hi ha mites sobre el cicle de la vida, com per exemple la idea que un nadó no era considerat com ésser pertanyent a aquest món abans dels nou dies des del seu naixement. També està basat en els sistemes tradicionals africans el fet de fer libacions a la tomba durant els enterrament i la creença que l'esperit del cos del difunt no descansaria fins passats 40 dies de la seva mort. En el pensament dels afrojamaicans també hi ha present el fet que la curació era considerat un acte de fe amb el que hi estan involucrats mitjancers que es comuniquen amb els esperits que estan involucrats en la possessió mitjançant el ball i la percussió. Entre les religions afrojamaicanes basades en les religions africanes hi ha el Kumina, el Myal i el Revival. Segons Brathwaite, els esclaus ballaven i cantaven durant el treball, el joc i l'adoració, tant per significar la por, el dolor i l'alegria. Els afrojamaicans també van recrear els instruments musicals africans a partir de materials que trobaven en el medi jamaicà (carabassa, cargol, bambú, ...) i a més van reproduir el cant i la dansa africana. Tots aquests costums es poden veure encara en les desfilades de carrer com el Jonkonnu que han estat malenteses i infravalorats pels europeus, excepte l'ús dels tambors per a enviar missatges codificacions entre les plantacions.
Els propietaris esclavistes normalment prohibien les percussions. En l'actualitat, la música jamaicana ha sorgit de les formes musicals tradicionals, de les cançons de treball que cantaven els esclaus, la música cerimonial que s'utilitzava en els serveis religiosos i la música social i recreativa que es feia en els dies festius i durant el temps lliure. El poc espai disponible a les habitacions dels esclaus no permetia gaire més que dormir. Igual que a Àfrica, la vida es feia a l'exterior, en comunitat. La llengua també era considerada molt poderosa. Brathwaie (1975) posa l'exemple d'una dona que tenia els fills malalts volia canviar-els el nom perquè es curessin. L'aspecte en el que Àfrica es conservava més fort és el llenguatge. Els afrojamaicans actuals parlen jamaica patuès, crioll jamaicà (de l'anglès) i anglès estàndard. El jamaicà patuès va néixer del mestissatge dels esclaus africans i els anglesos, irlandesos, gal·lesos i escocesos. Els esclaus africans parlaven moltes llengües diferents i el jamaicà patuès va néixer per la necessitat d'entendre's entre ells. Ja el segle xvii l'utilitzaven els esclaus de totes les ètnies, i el van adoptar els xinesos, indis, libanesos, alemanys i francesos que es van establir a l'illa. Aquesta llengua també té lèxic del castellà i del taino. Tot i el procés de criollització i de mixtura que caracteritzen els afrojamaicans, la seva cultura encara dona molt testimoni de la cultura de l'Àfrica Occidental.

### Jamaicà patuès
El jamaicà patuès, conegut amb el nomde patwa és una llengua criolla angles-africana parlada sobretot pels jamaicans i els jamaicans de la diàspora. No s'ha de confondre amb l'anglès jamaicà ni amb la modelitat rastafari de l'anglès. El jamaicà patois fou desenvolupat durant el segle xvii, quan els esclaus que provenien de molts llocs d'Àfrica i que tenien moltes llengües van haver d'aprendre la llengua i els dialectes dels seus amos. El patwa jamaicà és el continuum lingüístic del post-crioll, cosa que vol dir que és la varietat de la llengua més propera a la llengua lexifier (llengua dominant en una llengua criolla o pidjin, que proveeix la base de la majoria del seu lèxic) (l'acrolect) i no es pot distingir de manera sistemàtica a partir de varietats intermèdies (que es diuen mesolect), ni de les varietats rurals divergents (que són els basilecte). Els jamaicans anomenen a la seva llengua com a patwa, que és un terme que no té una definició lingüística precisa.
El jamaicà patuès conté moltes paraules clau d'origen africa, sobretot de llengües de la regió de la Costa de l'Or, sobretot de l'àkan.

### Llista de proverbis jamaicans amb origen africà
La majoria dels proverbis afrojamaicans són d'origen africà, sobretot àkans i igbos, tot i que també n'hi ha que provenen d'altres pobles.

#### Proverbis akans (Mmbe)
Mmbe (que significa proverbis en plural - ebe és el singular) és una part de l'àkan molt important que va traspassar l'oceà amb les masses d'esclaus àkans exportats a Amèrica. A Jamaica, en l'actualitat encara hi sobreviuen molts mmbe, per exemple:
- Àkan: "Fowls will not spare a cockroach that falls in their midst."[4]

Jamaicà: "No matter how drunk the cockroach becomes, he never makes the mistake of walking past the yard of the fowl.
sentit comú: l'autopreservació és clau per a la supervivència humana.
- Àkan: "Nsatea baako nkura adesoa." (One finger cannot pick up a heavy load)[6]

Jamaicà: "Wan finga cya kill louse." (One finger cannot kill lice)
sentit comú: la unitat fa la força
- Àkan: "Nsako na nsa aba." (Hand go, Hand comes)[8]

Jamaicà: "Han' guh, paki come." (Hand go, packet comes)
sentit comú: Ajuda els veus veïns, ells et podran retornar l'ajuda
- Àkan: "Kerema ne esee ko" (Tongue and teeth fight)[8]

Jamaicà: "Tung an teet meet"
sentit comú: es diu quan familiars, amics o la parella es barallen
- Àkan: "Wo pe se aa ka fe?"(Do you want to say 'fe'?)

Jamaicà: 'Yu wah seh fe?"
sentit comú: es diu quan es provoca a un altre durant una baralla
- Àkan: "Enne ye medea okyina nso ye wo dee."(Today is mine, tomorrow is yours)[8]

Jamaicà: "Tiddeh fi mi tomorra fi yuh.
sentit comú: Un dia guanyes i un altre perds.

## Estudis genètics recents
El 2012 es va presentar un estudi de test d'ADN al BMC Medicina que estableix que "... tot i que hi ha l'evidència històrica que van ser enviats des del Golf de Biafra i el Centre-Oest d'Àfrica, a la fi del comerç d'esclaus britànic, els jamaicans moderns tenen una major afinitats amb els grups de la regió de la Costa de l'Or en el seu haplogrup mitocondrial. Això podria haver passat perquè els africans que van arribar dees d'aquesta zona van patir menys estrés en l'aculturació degut a les semblances culturals i lingüístiques i per això podrien haver sobreviscut millor i tenir més descendents.
HI va haver resultats més detallats que van declarar: "Utilitzant la distribució dels haplogrups per a calcular la contribució de al població parental, el major coeficient es relaciona amb la Costa de l'Or (0.477±0.12), cosa que suggereix que els afroamericans amb arrels d'aquesta regió podrien haver estat prolífics en tota l'era esclavista. Hi ha coeficients de mescla més minsos associats al Golf de Biafra i al centre-oest d'Àfrica (0.064±0.05 i 0.089±0.05 respectivament) que crida l'atenció si tenim en compte que Jamaica va rebre una afluència massiva de persones d'aquestes zones sobretot al final de l'època del comerç d'esclaus britànic. D'aquesta zona, si excloem els grups pigmeus, la contribució del Golf De Biafra i del Centre-Oest, té uns nivells més importats. (0.096±0.08 i 0.109±0.06 respectivament, tot i que encara està lluny d'arribar a ser una contribució important. Quan els coeficients de mixtura es van calcular mitjançant l'avaluació d'haplotips compartits, també es veu la major contribució de la zona de la Costa de l'Or, tot i que era molt menys cridanera (0.196). Curiosament, quan es permetia diferir en un parell de bases, els haplotips mostren que la línia matrilineal mostra una major afinitat amb el Golf de Benín, tot i que la zona de Biafra i d'Àfrica del l'oest-centre romanen infrarepresentats. Els resultats de l'anàlisi consideren que la barreja del haplogrup de l'ADN mitocondrial mostra que la distribució de perfils de Jamaica s'assembla més a la de les poblacions agregades a la regió actual de la Costa de l'Or tot i que va rebre cada cop més persones i entitats del golf de Biafra i de la zona centre-occidental d'Àfrica durant els últims anys del comerç.

## Afrojamaicans notables
| - George William Gordon - Samuel Sharpe - Paul Bogle - Cudjoe, antic líder dels cimarrons jamaicans. - Bob Marley - Ziggy Marley - Lee "Scratch" Perry - Peter Tosh - Bunny Wailer - Big Youth - Jimmy Cliff - Dennis Brown - Desmond Dekker - Beres Hammond - Beenie Man - Shaggy - Grace Jones - Shabba Ranks | - Buju Banton - I Wayne - Capleton - Bounty Killer - Black Uhuru - Third World Band - Inner Circle - Chalice Reggae Band - Morgan Heritage - Marcus Garvey - Ricardo Gardner - Super Cat - Usain Bolt - Courtney Walsh - Naomi Campbell - Yendi Phillipps - Claude Mckay - Sheryl Lee Ralph - Heavy D - Christopher Wallace - Damian Marley |